# Emmotllament per compressió
L'emmotllament per compressió és un procés de conformació de peces en què el material, generalment un polímer, és introduït en un motlle obert al que després se li aplica pressió perquè el material adopti la forma del motlle i calor perquè el material reticulat i adopti definitivament la forma desitjada.
En alguns casos la reticulació és accelerada afegint reactius químics, per exemple peròxids. Es parla llavors d'emmotllament per compressió amb reacció química. També s'utilitza aquest procés amb materials compostos, per exemple plàstics reforçats amb fibra de vidre. En aquest cas el material no reticula sinó que adopta una forma fixa gràcies a l'orientació impresa a les fibres durant la compressió.
L'emmotllament per compressió s'utilitza de forma comuna per a processar compost de fusta i plàstic, obtenint un material econòmic i durable que generalment s'usa en sostres, pisos i perfils en disseny de jardins.